# Institut supérieur de gestion
De Institut supérieur de gestion, of ISG Paris, is een Franse grande école en leidt op tot de titel van master. De instelling werd in 1967 opgericht en wordt heden bestuurd en gefinancierd door de kamer van koophandel en de IONIS Education Group. Het instituut is in Parijs begonnen, maar heeft nu behalve in Parijs vestigingen in andere steden in Frankrijk. Het heeft sinds 1982 een vestiging in Tokio en sinds 1984 in New York.

## Bekende alumni
- François Baroin, Frans politicus[3]
- Anne-Sophie Pic, Franse chef-kok[4][5]